# Lucie Adelsberger
Lucie Adelsberger, née en 1895 à Nuremberg et morte en 1971 à New York, est un médecin allemand. Elle continue à exercer durant les persécutions nazies, soignant ainsi des tziganes et des enfants lors de sa propre déportation de 1943 à 1945. Par la suite, elle émigre aux États-Unis et publie le récit de son expérience à Auschwitz en allemand en 1955.

## Formation
Lucie Adelsberger est née en 1895 à Nuremberg. Elle obtient son diplôme de médecine en 1919 et débute comme interne en pédiatrie à Nuremberg et dans divers hôpitaux de Berlin.

## Travaux
Elle s'intéresse beaucoup aux allergies et est la première à regrouper comme phénomènes allergiques des symptômes aussi divers que la migraine, l'asthme, l'eczéma et l'urticaire.
En 1927, elle intègre un groupe de recherche à l'institut Robert-Koch (Robert-Koch-Institut, RKI) de Berlin. Son travail a vite une renommée internationale. C'est un des membres fondateurs de la société allemande des femmes médecins.

## Vie durant la période nazie
En mars 1933, elle est renvoyée de l'institut Robert Koch parce que juive. Elle ne peut plus participer aux symposiums nationaux. En avril 1933, l'« activité juive » dans les professions médicales et juridiques est limitée. Elle ne peut plus pratiquer la médecine librement.
L'université d'Harvard lui propose un poste à la fin de l'année 1933. Mais Lucie Adelsberger décline l'offre car sa mère est paralysée à la suite d'une attaque et ne peut obtenir de visa. Elle travaille en cabinet privé, qu'elle doit fermer en septembre 1938.
Elle accepte cependant de partir à Harvard une dizaine de jours à l'automne 1938 et se trouve aux États-Unis au moment de la Nuit de Cristal. Elle retourne en Allemagne car elle ne veut pas abandonner sa mère. Mais elle ne peut plus traiter que des patients juifs.

### Déportation
En septembre 1940, Hitler décide de déporter les Juifs allemands à l'Est. Les convois succèdent aux convois mais Lucie Adelsberger reste à Berlin car les autorités juives ont besoin d'elle pour soigner ceux qui restent encore. Au début de l'année 1943, il ne reste officiellement que quinze mille Juifs en Allemagne. Les derniers sont eux aussi déportés et Lucie Adelsberger arrive à Auschwitz le 17 mai 1943.
Le 21 mai, elle est affectée à l'infirmerie des tziganes. Ces derniers ont été déportés massivement à Birkenau à la suite du décret du 16 décembre 1942 dit Auschwitz Erlass. Ils sont parqués au Zigeunerlager (section B II de Brikenau). Juste avant l'arrivée de Lucie Adelsberger au revier du Ziguenerlager, les hommes avaient tenu tête aux SS, le 16 mai empêchant ce jour-là la sélection. Les déportés tziganes qui n'ont pas encore été gazés souffrent de typhus. Lucie Adelsberger n'a aucun moyen de soigner ni même de soulager les souffrances des malades. La seule chose qu'elle peut faire, c'est de réconforter par sa présence et son attention les malades du block. Dans la nuit du 2 au 3 août 1944, les deux mille sept cents tziganes qui vivaient encore à Birkenau (sur vingt-trois mille tziganes déportés) sont gazés.
Lucie Adelsberger est alors affectée à Birkenau pour s'occuper des enfants du camp des femmes. Le 18 janvier 1945, elle est évacuée d'Auschwitz et au terme de la marche de la mort, elle est transférée à Ravensbrück où elle est libérée le 2 mai 1945.

## Après la Libération
En 1946, elle publie un article dans la revue médicale Lancet où elle décrit toutes les maladies qu'elle a pu diagnostiquer dans les camps. Elle émigre aux États-Unis et travaille dans un hôpital du Bronx à New York tout en continuant à publier dans des revues médicales. En 1956, ses mémoires paraissent en allemand. Sur la faim, elle écrit: « Celui qui a connu la faim sait qu'il ne s'agit pas seulement d'une sensation stomacale végétative, animale, mais d'un supplice qui met les nerfs à vif, d'une agression contre tout l'ensemble de la personnalité. La faim rend méchant et altère le caractère. Beaucoup de choses qui, vues de l'extérieur, paraissent à juste titre monstrueuses chez les détenus deviennent compréhensibles et jusqu'à un certain point excusables dans la perspective de la faim. »
Lucie Adelsberger prend sa retraite en 1966 et meurt en 1971 à New York. Pour Bruno Bettelheim son courage et son abnégation font d'elle l'égale de Janusz Korczak[réf. nécessaire], le pédiatre qui a préféré accompagner à la mort les enfants dont il avait la charge plutôt que de les laisser seuls. Ses mémoires sont publiés aux États-Unis en 1995.En 2001 le professeur Seidler réédite chez Bouvier, Bonn, son livre de mémoires paru en 1956 dans une version enrichie d'une biographie fondée sur ses recherches et l'échange épistolaire de 1946 à sa mort en 1971 entre elle et une amie restée en Allemagne.

## Œuvre
Auschwitz ein Tatsachenbericht, Lettner Verlag, 1956, Berlin.
- - Auschwitz : a doctor's story, Northeastern University Press, 1995.